# バトル封神
『バトル封神』（バトルほうしん）は、2002年3月29日にコーエー（現・コーエーテクモゲームス）より発売されたニンテンドー ゲームキューブ用ゲーム。同年の11月16日には『超・バトル封神』（ちょう・バトルほうしん）のタイトルでPlayStation 2版が発売されたほか、「コーエー定番シリーズ」などの廉価版シリーズや『真・三國無双2 猛将伝』や『封神演義2』と同梱したプレミアムパックも発売された。

## 概要
本作は、中国の伝奇小説『封神演義』を題材としており、同社で発売されたPlayStation用『封神演義』の続編作品にあたる。同社の「無双シリーズ」に似た大量の敵キャラクターをなぎ倒す3Dアクションゲームである。封神台から逃げ出した紂王率いる死者の軍勢に、主人公ら4人のキャラクターが宝貝（パオペエ）と呼ばれる仙術武器を手に立ち向かう。
また、ゲームキューブ版はゲームボーイアドバンス用『マジカル封神』とは、GBAケーブル接続による相互のデータ通信が可能で、『マジカル封神』に登場した宝貝が入手できたり、本作にちなんだサブシナリオが『マジカル封神』に配信されたりする連動要素がある。
PS2版では「ミッションモード」と「マルチモード」のモード追加、隠しキャラクターとして「ヨウセン」「トウセンギョク」「コウテンカ」「ブンチュウ」が追加（サバイバルモード、ミッションモード、マルチモードのみ）された。

## ストーリー
ストーリーは主に「シガ&レイランサイド」と「タイコウボウ&ナタサイド」に分けられ、ステージや登場するボスなどが異なるが、大筋のストーリーは共通である。
メインストーリー
封神台に閉じ込められていたチュウオウ、ダッキ、ブンチュウ、アクライは、数百年に一度飛来するほうき星から来る龍が持っているという「龍玉」の力でタイコウボウらへの復讐を画策し、脱出に成功すると龍玉の力を使って次々に怪物たちを呼び出し始めた。
シガ・レイランサイド
シガとレイランは、コウテンカに誘われて鎬京への旅をしていた。そこへ突然大きな鳥の怪物と、それを追ってきたヨウセンが現れた。ヨウセンがチュウオウたちが封神台から脱走したことを告げた直後、シガたちはチュウオウが蘇らせた死者の軍勢に襲撃される。
タイコウボウ・ナタサイド
人界でただ一人修業をしていたタイコウボウは、自分の宝貝「打神鞭」に力が戻ったことに気づき、何かあったのだろうかと感じた。その直後、ゲンシテンソンの命を受けて封神台を調査しにきたナタと、かつて封神したはずのチュウオウが現れる。

## 登場人物
本作では登場人物は一部を除いてすべてカタカナで名前が表示される。声優が記載されていないキャラクターは、EDムービーや取扱説明書のキャスト欄にも担当声優が載っていない。

### 主人公
子牙（シガ）
声：高橋直純
前作『封神演義2』の主人公。遊牧民出身の若き青年で、人間と妖魔の間に生まれた子供である。考えるよりも先に行動する猪突猛進タイプだが、レイランには弱い。前作では戦闘時は二刀流だったが本作では一刀流になっている。
麗蘭（レイラン）
声：山崎和佳奈
タオの一族出身の少女。前作の終盤で異界から戻ることができず、シガたちと別れてしまったかに思われたが無事に帰還を果たした。その後は巫女として各地の祠を旅していた。
太公望（タイコウボウ）
声：伊藤健太郎
前々作『封神演義』の主人公。前作でも中核的役割を担った道士。元始天尊の弟子。周では知らない人がいないほどの有名人だが、それを鼻にかけることのない非常にまじめな青年。人界で一人修業をしていたが、所持していた打神鞭に力が戻ったことをきっかけに、新たな脅威の予感を覚える。
哪吒（ナタ）
声：今井由香
太乙真人という仙人の弟子。過去に宝貝の暴発事故により死亡したが、太乙真人に生き返らせてもらって現在に至る。怒り出すと手が付けられない暴れん坊だが、さっぱりとした性格のためあまり後に物事を引きずらない。なぜかライシンシのことが異常に苦手である。

### 味方キャラクター
楊戩（ヨウセン）
声：置鮎龍太郎
前々作、前作にも登場。非常にまじめで礼儀正しい性格の道士。幼い頃から修業を怠らなかったため、仙界でも指折りの実力者である。
雷震子（ライシンシ）
声：今野宏美
前々作、前作にも登場。雲中子という仙人の弟子である道士。まだ幼い子供で、無邪気で人懐こい性格。しかし戦闘時には大きな鳥人間にの姿に変化する。本気で戦ったらナタよりも強いと言われている。
黄飛虎（コウヒコ）
声：岸野幸正
前々作、前作にも登場。かつては商の臣下だったが、家族をチュウオウに殺されたことから反旗を翻し、現在は周軍の司令官を務める。ブンチュウとは共に認め合う友人だった。
黄天化（コウテンカ）
声：増谷康紀
前々作、前作にも登場。コウヒコの息子で、周軍の副司令官。クールに構えているものの実際はかなりの熱血漢。
鄧嬋玉（トウセンギョク）
前々作、前作にも登場。周国の関門「界牌関」の女性司令官。少々ワガママな性格だが実力は確かで、コウテンカにも「戦は強い」と前作で言及されている。ちなみにコウテンカとは幼馴染で、タイコウボウに思いを寄せている。
元始天尊（ゲンシテンソン）
前々作、前作にも登場。仙界を代表する仙人。あまりにも強大な力を持っているため、普段はタイコウボウやヨウセンたち道士を使って世界の平和を見守っている。
聖龍（セイリュウ）
声：宇和川恵美
数百年に一度飛来するほうき星からやって来た、不思議な力を持つ龍。本来の龍玉の持ち主である。
周兵（シュウヘイ）
周国の兵士。ステージ上で共に戦う味方で、多くの人数が登場する。主人公以外のキャラクターと部隊を編成するほか、周兵だけで部隊を編成することもある。序盤の雑魚敵程度の相手なら十分に渡り合えるが、相手の数が多くなると敵わなくなり、中ボスクラスの敵相手だとほとんど戦力にならなくなってしまう。前作と服装のデザインは同じだが、色が青から茶色に変更されている。

### 敵キャラクター
紂王（チュウオウ）
声：黒田崇矢
前々作にも登場した、商国最後の王。元々は名君として君臨していたが、妲己を妻にしてからは人が変わってしまい、タイコウボウに倒される。封神台から脱出後は、龍玉を使ってかつての部下や怪物たちを復活させていたが、泰山の塔の頂上で主人公らとの戦闘に敗れ、ジュオウに龍玉の力を与えて共闘しようとするが…。
妲己（ダッキ）
前々作にも登場したチュウオウの妻。絶世の美人だが実は狐の精の妖魔で、苦しんでいる人間を見るのが楽しみという残虐な性格。チュウオウをたぶらかして民を苦しめたがタイコウボウに敗れ封神されていた。脱出後はチュウオウ達と共に行動し、ジュオウとも邂逅を果たして、かつての商国の都「朝歌」で主人公らを待ち構える。
聞仲（ブンチュウ）
声：増谷康紀
前々作、前作にも登場。商国の軍と政治を担当する太師。元は国を思う真面目な人間だったが、ダッキに操られてしまい冷徹な人物と化してしまう。前作では、途中で本来の正義の心を持った味方として登場するが、ラストシーンでタオの源が封神されたため消滅。
そのため本作では再び主人公の敵として登場する。最初は臨潼関に現れるも一度退き、かつて自分が戦死した絶竜嶺に軍勢を率いて再登場する。
悪来（アクライ）
声：山本圭一郎
商国の将軍。元々からチュウオウに大きな忠誠を誓っており、ダッキがチュウオウの妻となった後もそれは変わらなかった。実力もさることながら歴史に関する知識も豊富。最初は界牌関に登場し、次いで泰山塔の入り口でチュウオウの元に向かう主人公らの前に立ちはだかる。
春雷（シュンライ）
ブンチュウの弟子である女性道士。幼い頃、両親を亡くしたところをブンチュウに助けられ、そのまま彼に育てられた経緯を持つため、彼に対して並々ならぬ感情を抱いている。前作では攻撃されそうになった（主人公の味方の）ブンチュウをかばって重傷を負い、ジュオウによって異界に送られたのち、その異界でブンチュウに看取られて死ぬ。
本作ではブンチュウが敵側のため、彼女も敵として登場。絶竜嶺でヨウセンとライシンシを拉致し、破壊された封神台の地下で主人公らを待ち構える。
受王（ジュオウ）
前作にも登場。表情が全く変わらない不気味な雰囲気を持つ。チュウオウとダッキの子供で、両親以上の実力を持つと言われている。本作のラスボス。ちなみに、今回は子供の状態の時にセリフがない。
霊牙仙（レイガセン）
悪の仙人集団「九竜派」の四天王の一人。怪力の持ち主であり残虐な性格。シガの友人である白唱（ハクショウ）を前作で殺害しているので、シガにとっては友人の仇に相当するが、今回は特にそれを意識した描写は無い。
烏雲仙（ウウンセン）
九竜派四天王の一人。敵キャラクター一番の伊達男で「美しく優雅に敵を倒す」ことを信条としている。最年少ながら術の技術に関してはトップクラスで、剣さばきも非常に華麗。
虯首仙（キュウシュセン）
九竜派四天王の一人。目的のためには手段を選ばない冷徹な人物。剣術程度の攻撃では怯まないため、怯ませるためには仙術で攻撃しなくてはならない。
多宝道人（タホウドウジン）
声：田中大文
九竜派四天王のリーダーで、唯一の仙人。様々な剣術や仙術を駆使して戦いを挑んでくる強敵。最初は遠距離から攻撃をしてくるだけで近づくと逃げてしまうが、絶竜嶺の頂上までたどり着けば直接対決になる。

### その他
白唱（ハクショウ）
前作に登場したシガの幼い頃からの友人。前作の序盤でレイガセンによって殺害されているため、本作ではOPムービーに後姿が一瞬登場するだけである。
花鈴（カリン）
前作に登場した妖魔の少女。妖魔ではあるが決してダッキのように邪悪な存在ではなく、むしろ平和を願う心優しき性格だった。彼女も本編には登場せず、OPムービーに一瞬だけ登場。